# 大秦悍將
《大秦悍將》是一款由祖龍工作室開發，歡樂億派在2003年8月27日發行的第一人稱射擊遊戲。

## 外部連結
- 新浪遊戲. .   [2016-02-08]. （原始内容存档于2017-03-05） （中文（简体））.
- 大秦悍將在巴哈姆特的頁面（繁體中文）